# Ponte Morandi
Ponte Morandi (česky doslova Morandiho most), viadotto Polcevera či ponte delle Condotte byl dálniční zavěšený betonový most přes údolí řeky Polcevera ve městě Janově v Ligurii v severozápadní Itálii. Nebyl pojmenovaný, neoficiálně byl označován podle řeky Polcevera, podle investorské vodovodní společnosti nebo podle svého architekta, Riccarda Morandiho. Vedla přes něj dálnice A10. Most vedl přes řeku, nákupní centra, továrny, obytné domy a železniční trať. Betonový zavěšený most sloužil od roku 1967 až do 14. srpna 2018, kdy se při prudkých deštích a bouři za provozu část mostu zřítila. Zřícení si vyžádalo nejméně 43 mrtvých. Zbylé části mostu byly strženy odstřelením 28. června 2019.

## Historie
Most byl vybudován v letech 1963–1967 italskou společností Società Italiana per Condotte d’Acqua. Stavba měla celkovou délku 1102 metrů, mostovka byla umístěna ve výšce 45 m nad terénem. Most byl zavěšen na třech betonových pilířích, které dosahovaly výšky 90 m. Nejdelší mostní pole měřilo celkem 210 metrů. Most byl ve své době unikátní konstrukce. Váhu mostu přenášely především jednotlivé pilíře, které měly tvar písmene V; lana byla zavěšena jen na několika místech. Ve své době se tato konstrukce ukázala být méně ekonomickým řešením než klasické zavěšené mosty, a proto byla realizována jen v několika málo případech (rovněž také i u mostu Generála Rafaela Urdanety ve Venezuele).
Most byl slavnostně otevřen dne 4. září 1967 za přítomnosti prezidenta Itálie Giuseppeho Saragata.
Mezi roky 2016–2017 prošel most částečnou rekonstrukcí.

### Zhroucení

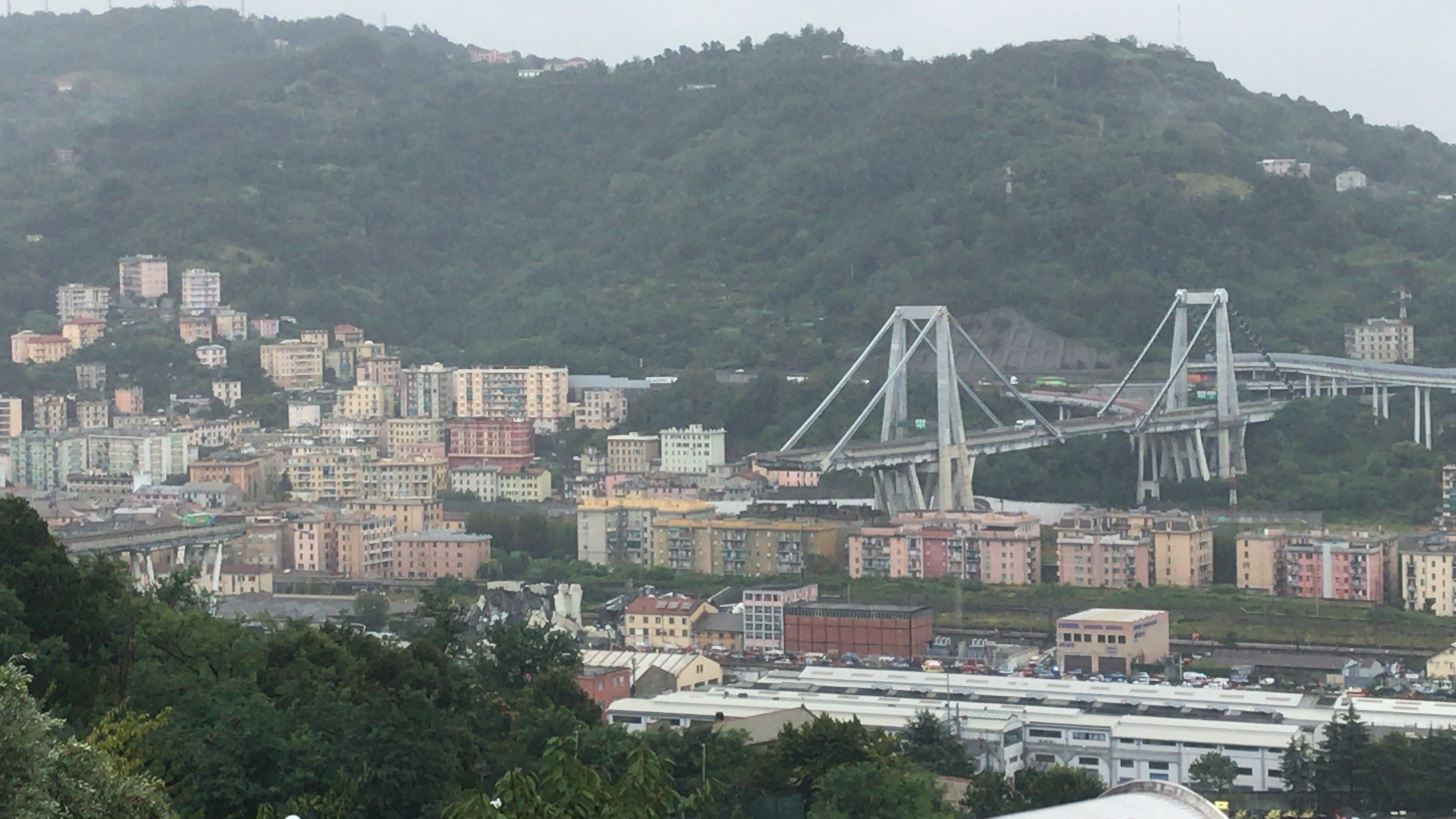
Zhroucený most

Ke zhroucení mostu došlo náhle v dopoledních hodinách dne 14. srpna 2018. Možným vysvětlením náhlého kolapsu je koroze taženého závěsu, ke které mohlo dojít po degradaci betonové krycí vrstvy. Zřícení mohl napomoci i silný déšť, vítr a blesk, který údajně zasáhl jeden z pilířů mostu. Zřítila se pouze část mostu s jedním pilířem; trosky dopadly do prostoru trati Janov–Turín a do okolních skladišť. Po neštěstí bylo potvrzeno 43 obětí pádu.
Budovy bezprostředně pod mostem byly okamžitě po pádu evakuovány a nakonec i strženy v rámci projektu výstavby nového mostu. Spousta lidí (hlavně z ulice Via Enrico Porro) přišla o své domovy. 
Dne 28. června 2019 v 9:37 byl odstřelen pyrotechniky zbytek mostu. Akci provázela bezpečnostní opatření. Na 3,5 tisíce obyvatel muselo kvůli odstřelu dočasně opustit domovy a v minutách před odstřelem zněly ve městě sirény. Řízenou demolici sledovali na místě přihlížející včetně členů vlády a vysílala ji také italská televize. Úspěšný odstřel ocenili přihlížející potleskem. Velký oblak prachu kropila vodní děla. Po odstřelu byla kontrolována statika přilehlých domů.

### Nový most
Na místě původního Morandiho mostu začal ihned po pádu vznikat nový projekt místního rodáka, slavného architekta Renza Piana. Ten navrhl nový most zdarma a toto dílo z oceli připomíná  tvar lodi. V noci most svítí pomocí elektřiny, kterou most vytváří pomocí solárních panelů. Stavba nového mostu začala koncem srpna 2019 a dokončena byla 3. srpna 2020. 